# Mont Wuteve
Le mont Wuteve est une montagne du Liberia, le point culminant du pays. Elle se situe à une altitude de 1 440 mètres dans le comté de Lofa, dans les plateaux de Guinée.